# Enfärgad rall
Enfärgad rall (Amaurolimnas concolor) är en fågel i familjen rallar inom ordningen tran- och rallfåglar.

## Utseende och läte
Enfärgad rall är en relativt stor rall med just enfärgad fjäderdräkt. Den är brun, undertill fylligare rostbrun, med en matt gröngul näbb och rödaktiga ben. Lätet består av en serie stigande visslingar.

## Utbredning och systematik
Enfärgad rall placeras som enda art i släktet Amaurolimnas. Den delas in i tre underarter med följande utbredning:
- Amaurolimnas concolor concolor – levde tidigare på Jamaica men är nu utdöd.
- Amaurolimnas concolor guatemalensis – förekommer från södra Mexiko till Ecuador.
- Amaurolimnas concolor castaneus – förekommer i Venezuela vid gränsen mot regionen Guyana samt i Brasilien, östra Peru och Bolivia.

## Levnadssätt
Enfärgad rall föredrar fuktiga skogar och buskmarker, ofta men inte alltid nära en våtmark eller ett vattendrag. Där är den mycket svår att få syn på när den kryper fram genom den täta undervegetationen.

## Status och hot
Arten har ett stort utbredningsområde, men tros minska i antal, dock inte tillräckligt kraftigt för att den ska betraktas som hotad. Internationella naturvårdsunionen IUCN listar därför arten som livskraftig (LC).